# 東鯷人
東鯷人（とうていじん）は、中国の史書に見える、中国から東シナ海で隔たった東側に住んでいた民族の名称。東鞮とも表記される。倭人との関連が指摘されている。

## 東鯷人について記された資料

### 『法言』
東鯷人について記された現存する最古の資料は、楊雄が新の天鳳元年（14年）から同5年（18年）の間に編纂した『法言』である。『法言』には以下のように記されている。
これによると、正確な時期は不明であるものの、東鞮が自国の珍しい品物を前漢あるいは新（『法言』の成立時期や『漢書』の記述を鑑みるに新の王莽に対してである可能性が高い）に貢いだとされる。

### 『漢書』
後漢の章帝の時代に、班固と班昭によって編纂された『漢書』には、地理志呉地条に
という記述がある。これは燕地条にある倭人について説明した
という記述とほとんどが一致する。
また、直接東鯷人を表す文言は登場しないものの、前述の『法言』に関連すると考えられる記述が王莽伝に存在する。王莽伝の元始5年条には 
という記述がある。

### 『後漢書』
劉宋の范曄と西晋の司馬彪によって編纂された『後漢書』には、東夷伝に東鯷人についての記述が見える。
ここでは、徐福一行が不死の薬を求めて東方へ向かった話と、その行き先が「澶洲」であったとあり、東鯷人について記されているわけではないが、同じ節に東鯷人と澶洲が登場していることから、范曄は東鯷と澶洲を同一であると考えていたと思われる。
なお、西晋の陳寿が編纂した『三国志』呉書呉主伝第二黄龍2年（230年）春正月条には、澶洲（亶洲）について
とあり、呉志陸遜伝には
とある。

### 『文選』
南梁の昭明太子が編纂した『文選』に収録された、西晋の左思の魏都賦には、以下の句が存在する。

### 『北堂書鈔』
隋末の大業年間（605年～616年）に虞世南が編纂した『北堂書鈔』には、
とあり、東鯷壑という地名が見える。

### 『翰苑』・『魏略』
唐の時代に張楚金が編纂した『翰苑』の三韓条と、そこに引用された魏の官僚・魚豢が編纂した『魏略』には、
とあり、鯷壑という場所に東鯷人が住んでいたとされる。

## 東鯷とは
「東鯷」という単語の詳細な意味は不明だが、それに関連すると思われる記述はいくつかの書物に残されている。

### 『周礼』
『周礼』には、少数民族の歌や踊りを司った周の官職として「鞮鞻氏」が見える。

### 『戦国策』
前漢の劉向が編纂した『戦国策』の趙策趙二篇には以下のように見える。
これによると、「鯷冠」を被ることが呉の文化であったとされ、「東鯷」という語は呉の東方を指すと考えられる。

### 「永明楽」
南斉の謝朓が作成した「永明楽」という詩には以下のように見える。
鯷海とは東シナ海のことであると考えられる。

### 「従軍行」
南梁の沈約が作成した「従軍行」という詩には以下のように見える。